# Jonathan Greenblatt

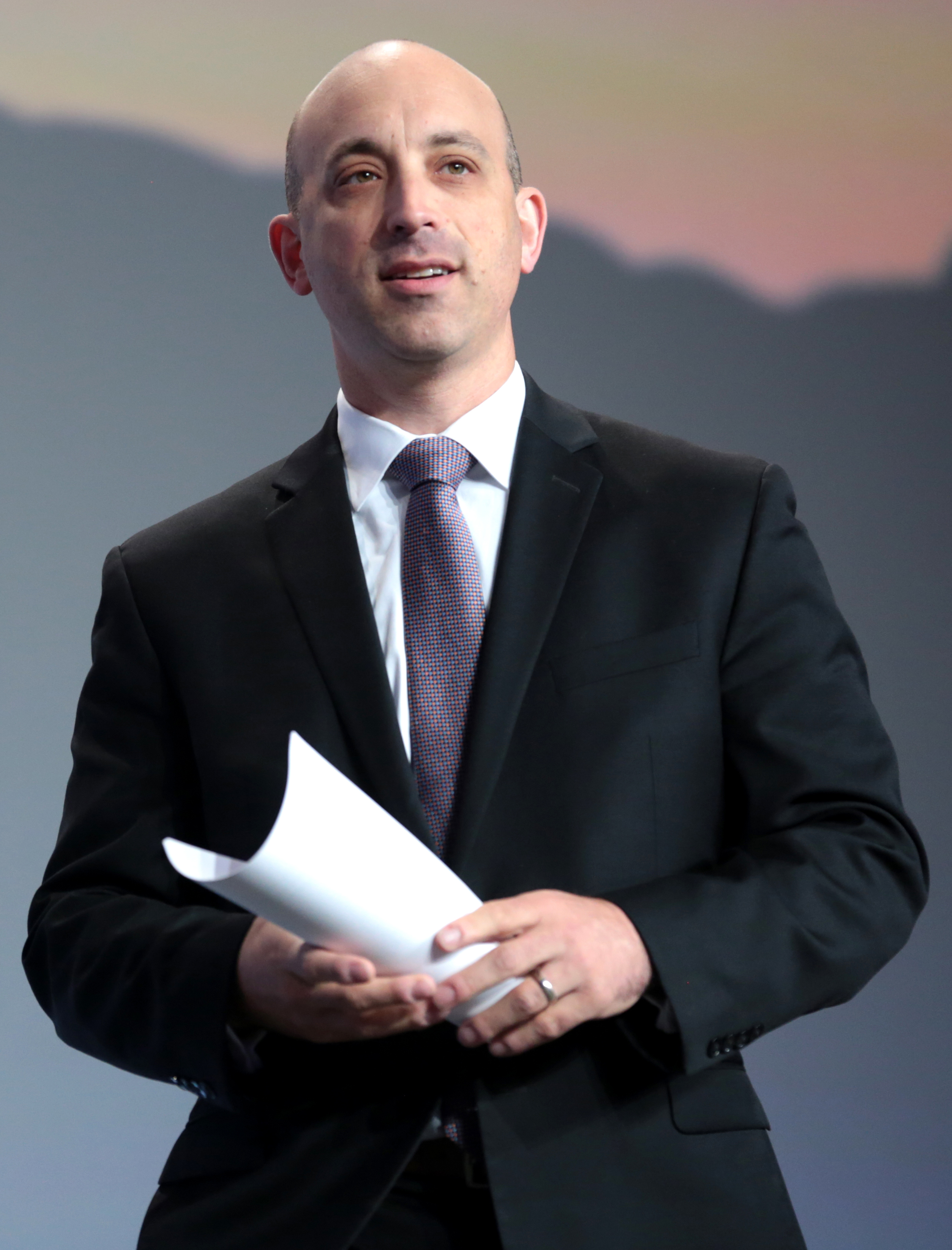
Jonathan Greenblatt, 2017

Jonathan Greenblatt (* 21. November 1970 in Trumbull, Connecticut) ist ein US-amerikanischer Unternehmer, politischer Lobbyist. Er amtiert seit 2014 als Direktor der NGO Anti-Defamation League (ADL).

## Leben und Tätigkeit
Greenblatt studierte nach dem Schulbesuch an der Tufts University, die er 1992 mit einem Bachelor-Abschluss verließ. Anschließend arbeitete er im Hauptquartier der Präsidentschaftskampagne von Bill Clinton  in Little Rock in Arkansas.
1993 erhielt Greenblatt eine Anstellung in der ersten Regierung Clinton: Er wurde als Mitarbeiter im Handelsministerium beschäftigt. Während dieser Zeit befasste er sich damit Strategien für internationale Handelspolitik mit einer Fokussierung auf die sich nach dem Ende des Kalten Krieges neu auftuenden Märkte zu entwickeln. Nach seinem Ausscheiden aus der Clinton-Regierung erwarb er einen Master-Abschluss in Unternehmensverwaltung (business administration) an der Kellogg School of Management der Northwestern University.
2002 gründete Greenblatt mit seinem Studienfreund Peter Thum die Firma Ethos Water. Diese spezialisierte sich darauf, hochwertiges Trinkwasser in Flaschen herzustellen und zu vertreiben, wobei der geschäftliche Teil der Firmentätigkeit um eine soziale Komponente ergänzt werden sollte, indem ein Teil der Firmeneinkünfte eingesetzt werden sollte, um Kindern in Entwicklungsländern Zugang zu Trinkwasser zu verschaffen. Die Firma wurde 2005 von dem Caféunternehmen Starbucks für acht Millionen Dollar erworben. Greenblatt war anschließend mit dem Titel eines Vizepräsidenten in der Abteilung für Global Consumer Products von Starbucks tätig.
Im Herbst des Jahres 2011 wurde Greenblatt zum Special Assistant des damaligen US-Präsidenten Obama (Special Assistant to the President) sowie zum Direktor des Büros für Soziale Innovation und bürgerliche Teilhabe (Office of Social Innovation and Civic Participation, SICP) der US-Regierung ernannt. Er behielt diese Stellung bis 2014 bei. Sein Nachfolger wurde David Wilkinson.
Das Time Magazine nahm ihn in seine Liste der 100 einflussreichsten Personen des Jahres 2025 auf.

### Direktor der ADL
2014 wurde Greenblatt zum Chief Executive Officer der Anti-Defamation League ernannt, einer politischen Lobbyorganisation, die sich schwerpunktmäßig der Aufgabe widmet, die amerikanischen Medien in einem rechtskonservativen Sinne zu beeinflussen, wobei sie die Medien und die Öffentlichkeit auf tatsächliche oder angebliche Angriffe auf Minderheiten innerhalb der US-Gesellschaft hinweist, sie für diese zu sensibilisieren versucht. Die Organisation steht politisch dem konservativen/rechten Flügel der Demokratischen Partei und dem „Establishment“- oder „Business“-Flügel der Republikanischen Partei besonders nahe. Außenpolitisch lehnt die Organisation sich zudem eng an die konservativen Kräfte in Israel, wie die Likud-Partei, an.
Aufsehen erregte eine Rede, die Greenblatt in seiner Stellung als ADL-Direktor im Jahr 2022 hielt, in der er Anti-Zionismus und Antisemitismus gleichsetzte. Dies rief nicht nur in verschiedenen Zeitungen sowie von israelkritischen US-Amerikanern jüdischer Abstammung/jüdischen Glaubens Widerspruch hervor, sondern brachte ihm auch organisationsintern Kritik ein. Ein von der Zeitung The Guardian veröffentlichtes internes Memo eines Mitarbeiter des Center on Extremism der ADL rügte Greenblatt beispielsweise, dass es unstatthaft und „intellektuell unehrlich“ sei, Israelkritische Äußerungen mit der rechtsextrem-rassistischen „White supremacy“-Bewegung in einen Topf zu werfen, und dass dies dem Anspruch der Organisation mit Autorität zu Fragen politischen Extremismus zu sprechen schaden würde.
Wiederholte starke Kritik hat Greenblatts politisches Agieren nach den Terrorangriffen der Hamas in Israel am 7. Oktober 2023 und den als Reaktion darauf eingeleiteten militärischen Vorgehen der israelischen Regierung gegen den palästinensisch bevölkerten Gaza-Streifen hervorgerufen. Ihm wurde vorgeworfen, dass er die Geschichte und den Namen der von ihm geführten Organisation – der ein neutral-unparteiisches Über-den-Dingen-Stehen suggeriert – zu missbrauchen, um ihm ideologisch unliebsame Kräfte als extremistisch oder „diffamierend“ anzugreifen, bzw. diese als „sich diffamierend betätigend“ zu diffamieren, um sie so politisch zu marginalisieren oder mundtot zu machen, obschon eine solche Einstufung (und die daraus potentiell erstehenden Folgen für die Betroffenen) sachlich nicht gerechtfertigt sei.
Im Oktober 2023 übte Greenblatt beispielsweise, nachdem mehrere Moderatoren des US-Nachrichtensenders MSNBC das Vorgehen des israelischen Regierung und des israelischen Militärs im Gaza-Streifen infolge der Terrorangriffe vom 7. Oktober 2023 als unverhältnismäßig und in verwerflicher Weise Unschuldige treffend kritisierten hatten, Druck auf das Management des Senders aus, Moderatoren, die sich entsprechend geäußert hatten, daran zu hindern, dies weiterhin zu tun. Er nahm dabei den Standpunkt ein, dass eine kritische Positionierung zur israelischen Regierung anti-israelisch sei. Die Sendeleitung setzte daraufhin die „Mehdi Hasan Show“, eine von dem britischen Journalisten Mehdi Hasan, dem prominentesten arabischstämmigen Moderatoren bei MSNBC, moderierte Sendung ab. Moderatoren erhielten eine Anweisung fortan nicht mehr ihre Meinungen zum Thema Israel-Gaza zu artikulieren und keinen Kontext bezüglich der Vorgeschichte der Hamas-Angriffe vom 7. Oktober 2023 vorzutragen (anchors were told by management not to give their opinions or offer context around the Hamas attack or Israel’s subsequent siege of Gaza), sondern sich auf eine bloße Referierung des jüngsten äußeren Ereignisgeschehens des Konfliktes zu beschränken. Hasan verließ den Sender daraufhin aus Ablehnung der Linie des Managements.
Auf die öffentlichen Demonstrationen und sonstige Protestmaßnahmen gegen die Politik der israelischen Regierung im Gaza-Konflikt, die in den ersten Monaten des Jahres 2024 in den USA um sich griffen, reagierte Greenblatt, indem er Organisationen, die sich hieran beteiligten, darunter auch dezidiert amerikanisch-jüdische Organisationen mit israelkritischer Einstellung wie Jewish Voice for Peace oder solche, in denen amerikanische Juden exponierte Stellungen einnehmen, wie Students for Justice in Palestine, als „iranische Handlanger“ („Iranian proxies“) verbal angriff.